# 大村薬局 (鳥取県)
有限会社大村薬局（おおむらやっきょく）は、鳥取県鳥取市片原3丁目にある薬局・薬店。かつては医薬品・衛生材料の卸売を中心とする企業であった。卸売部門の後身である「新和薬品」は現在、東邦薬品グループの一社「セイエル」であるが、当時の営業所はアルフレッサグループの「ティーエスアルフレッサ」に継承されている。医薬品の卸売手。地盤は鳥取。

## 沿革
- 1632年（寛永9年） - 藩御用の薬種商として、現在地に「大和屋」が創業[1]。
- 1912年（大正元年）10月 - 塗料販売業を分家し、現在の大村塗料株式会社となる[2]。
- 1960年（昭和35年）- 有限会社大村薬局に改組。
- 1969年（昭和44年） - 鳥取県の「大村薬局」(鳥取市)卸部門・「林兼太郎薬局」(鳥取市)卸部門・「河本蘇生堂薬局」(倉吉市)卸部門が合併し「サンユー薬品株式会社」設立し「鳥取本社」・「倉吉営業所」を新築設立
- 1975年（昭和50年） - 岡山県岡山市の「新和薬品株式会社」に「鳥取本社」・「倉吉営業所」を譲渡し「新和薬品・鳥取支店」「新和薬品・倉吉営業所」として発足し鳥取支店長・倉吉営業所長に大村大四郎が就任(大村大四郎・大村良造(後に辞任)・林兼之亮(後に辞任)が取締役に就任・河野重太郎は、合併と同時に取締役辞任)
- 1979年（昭和54年）3月 - 「新和薬品株式会社」の鳥取県の「鳥取支店」・「倉吉営業所」を広島県の成和産業（現：ティーエスアルフレッサ）に譲渡し、大村大四郎が取締役を辞任

## 主な取引メーカー (医薬品卸部)
- 三共鳥取市第一特約店
- 武田薬品工業鳥取市第一特約店

## 昭和20年～30年までの有力薬種卸業社

### 東部
- 池田薬局・医薬品卸部（鳥取県鳥取市今町1-40）代表者・池田雄次郎（卸部門は林薬品に譲渡）
- 山田愛国堂薬局・医薬品卸部（鳥取県鳥取市今町2-112）代表者・山田芳蔵（卸部門は廃業）
- 林兼太郎薬局・医薬品卸部（鳥取県鳥取市川端4-94）代表者・林兼太郎（卸部門はサンユー薬品として発足）
- 乾薬局・医薬品卸部（鳥取県鳥取市立川4-129）代表者・乾敏彦（卸部門はサンコー薬品に譲渡）
- 萩尾薬品・鳥取営業所（鳥取県鳥取市吉方787）代表者・萩尾千秋（鳥取営業所は日本海薬品として発足）

### 中部
- 河本蘇生堂薬局・医薬品卸部（鳥取県倉吉市東仲町）代表者・河本重太郎（卸部門はサンユー薬品に譲渡）
- 小林薬局・医薬品卸部（鳥取県倉吉市明治町）代表者・小林良治（卸部門は王水堂薬品に譲渡）
- 富谷薬局（鳥取県倉吉市広栄町）代表者・富谷義郎

### 西部
- 稲田松太郎薬局・医薬品卸部（鳥取県米子市紺屋町1）代表者・稲田松太郎（卸部門はサンコー薬品に譲渡）
- 増谷薬局・医薬品卸部（鳥取県米子市角盤町1-99）代表者・増谷慶一郎（卸部門は王水堂薬品に譲渡）
- 王水堂薬品・米子出張所（鳥取県米子市尾高町3）代表者・長谷川博
- 島田薬局・医薬品卸部（鳥取県米子市東倉吉町61）代表者・島田鉄雄（卸部門は林薬品に譲渡）
- 木下薬局・医薬品卸部（鳥取県米子市西倉吉町）代表者・木下貞徳（卸部門は廃業）
- 協薬（鳥取県米子市糀町2）代表者・杉原長市
- 広島血液銀行山陰支社（鳥取県米子市天神町2-36）代表者・土谷剛治（血液業務から撤退しジェイ・エム・エス設立）
- 山陰ブラット商会・米子出張所（鳥取県米子市尾高33）代表者・武部勝義（米子出張所は成和産業に譲渡）